# Fern
Fern  è un nome proprio di persona inglese femminile.

## Varianti
- Femminili: Fearn[2], Fearne[2], Ferne[3]

## Origine e diffusione

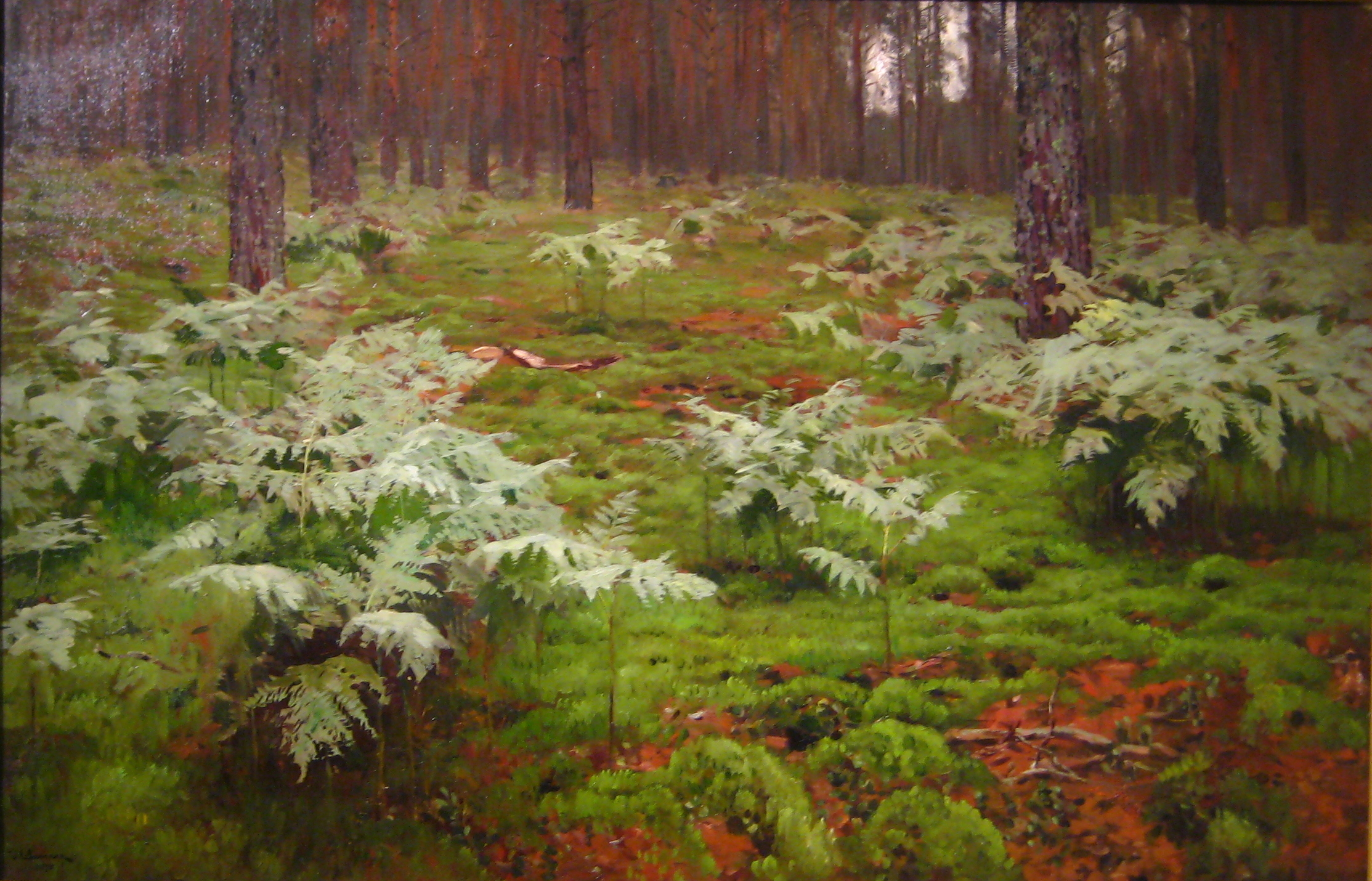
Felci nella foresta, di Isaak Il'ič Levitan

Riprende il termine inglese indicante la felce, e fa quindi parte di una vasta categoria di nomi ispirati alle piante, insieme con Dalia, Iris, Garance, Edelweiss, Daisy, Poppy, Gardenia, Sakura e vari altri. Etimologicamente, fern deriva dall'inglese antico fearn, sempre indicante la pianta (in ultimo da una radice protoindoeuropea col senso di "foglia" o "piuma").

## Onomastico
Non ci sono sante con questo nome, è quindi adespota, può essere festeggiato il giorno di Ognissanti.

## Persone
- Fern Andra, attrice statunitense

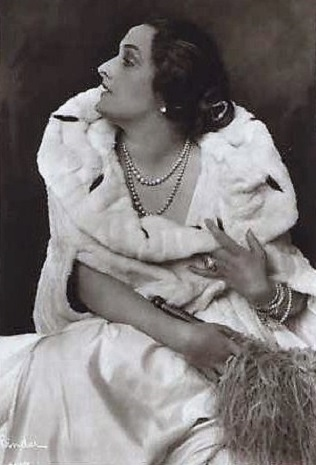
Fern Andra

- Fern Buchner, truccatrice e costumista statunitense

### Variante Fearne
- Fearne Cotton, conduttrice televisiva e radiofonica britannica

## Il nome nelle arti
- Fern Arable è un personaggio del romanzo di Elwyn Brooks White La tela di Carlotta, e dei film da esso tratti.
- Fern Mayo è la protagonista del film del 1999 Amiche cattive.